# Didangia mactanensis
Didangia mactanensis is een platworm (Platyhelminthes). De worm is tweeslachtig. De soort leeft in het zoute water.
Het geslacht Didangia, waarin de platworm wordt geplaatst, wordt tot de familie Didangiidae gerekend. De wetenschappelijke naam van de soort werd voor het eerst geldig gepubliceerd in 1983 door Faubel.